# 授乳の聖母 (コレッジョ)
『授乳の聖母』（じゅにゅうのせいぼ、伊: Madonna del Latte, 洪: Szoptató Madonna, 英: Nursing Madonna）は、イタリア、ルネサンス期のパルマ派の画家コレッジョが1524年頃に制作した絵画である。油彩。コレッジョを代表する聖母画の1つで、幼児キリストに授乳する聖母マリアを描いている。制作経緯や発注主は不明である。17世紀初頭にローマのアルドブランディーニ家のコレクションに含まれていたことが知られており、小型のサイズでありながら、古くから名声を得ていた作品である。現在はハンガリーのブダペスト国立西洋美術館に所蔵されている。

## 作品
コレッジョは幼児キリストに授乳しようとする聖母マリアを描いている。ところがキリストは右手を聖母の胸元に当てて、身を仰け反らせ、授乳を拒んでいる。というのも、画面右に天使が現れて持っている果物を彼に見せており、キリストはそれらに心を奪われて左手を伸ばしているのである。このようにしてコレッジョはキリストの左手に果実をつかませることで、授乳する聖母の図像の中にキリストの離乳を表現している。そして我が子を見つめる聖母に柔らかな微笑みと穏やかな視線を与え、絡み合う身振りで母と子の親密な関係を描き、柔らかなヴェールや、身体の丸みを強調する明暗の表現によって身体の線を和らげ、甘美で心安らぐ構図を作っている。構図の中心は幼児キリストの両腕が作る対角線であり、聖母の膝の上を滑るかのようなキリストの自然な動きはロンドンのナショナル・ギャラリーの『籠の聖母』やあるいは失われた『カザルマジョーレの聖母』（Casalmaggiore Madonna）との類似が指摘されている。その一方でコレッジョはイエスの身振りに宗教的な意味を持たせている。イエスが果物に手を伸ばす姿は、受難と磔刑の運命とを受け入れることを象徴している。また深遠な神学的なテーマを扱っているとの指摘もされており、その主張によると無原罪の御宿りの教義を表現しているという。

## 来歴
本作品の制作経緯については不明である。最初の確実な記録は1603年のローマのアルドブランディーニ家の目録である。本作品から当時のコレッジョの名声をうかがうことができる。多くの複製やエングレーヴィングは本作品が非常に人気があり、特にレリオ・オルシの絵画と素描から取られた古いエングレーヴィングの存在は絵画がいかにエミリア地方の画家たちを魅了したかを示している。またおそらくウルビーノ出身の画家フェデリコ・バロッチに賞賛され、バロックの時代にはフランドルの画家アンソニー・ヴァン・ダイクやあるいはピエトロ・ダ・コルトーナを魅了した。ジョヴァンニ・ドメニコ・オットネッリ（Giovanni Domenico Ottonelli, 1584年-1670年）は絵画と彫刻に関する有名な論文の中で、宗教的な主題が計り知れない名声を得ることができる一例として小さな本作品を取り上げた。オットネッリによると17世紀のローマの枢機卿は『授乳の聖母』を所有するために競い合ったという。
絵画は枢機卿ピエトロ・アルドブランディーニから、甥のイッポリト・アルドブランディーニ枢機卿、そしてその夫人に相続された。最終的にオリンピア・アルドブランディーニによって別の枢機卿に寄贈され、所有者の死後に絵画は売りに出された。
その後、18世紀後半には絵画はナポリにあり、1787年にナポリの美術商で本作品を見たドイツの詩人ゲーテは感動の言葉を残している。「絵画は赤ん坊が母親の母乳と、ケルビムによってもたらされたいくつかの梨との間で躊躇しているまさにその瞬間の、幼い子供と神の母親マリアを示しています。したがって、テーマはキリストの離乳です。アイデアは最も柔らかく、楽しげに制作された構図はダイナミックで自然、そして見事です」。しかしゲーテは絵画を購入することができず、1795年にナポリのミクローシュ・エステルハージ（Miklós Esterházy）によって購入された。

## ギャラリー

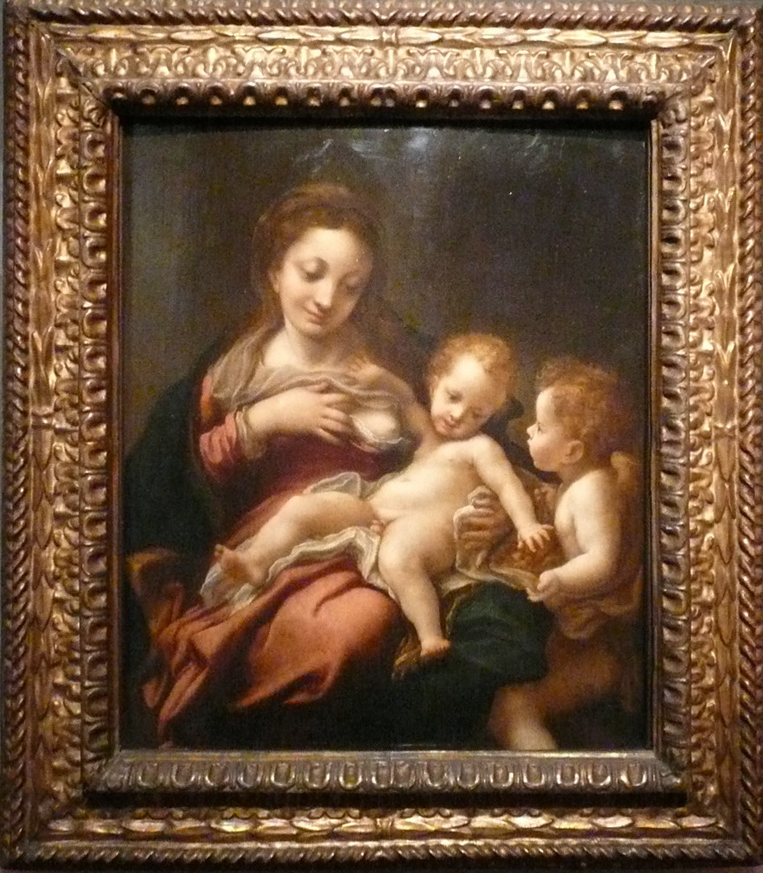
額縁と展示
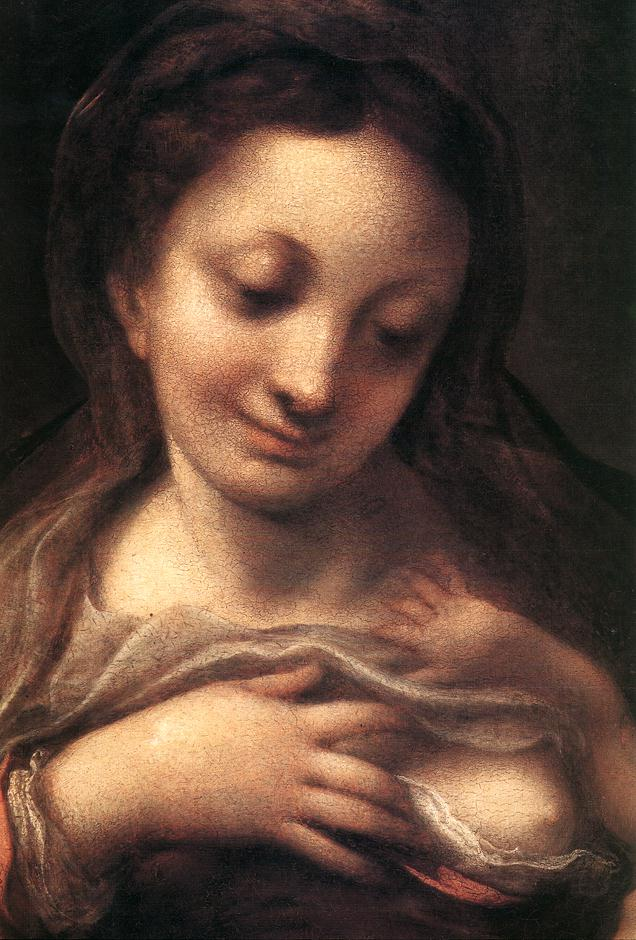
聖母マリアの表情
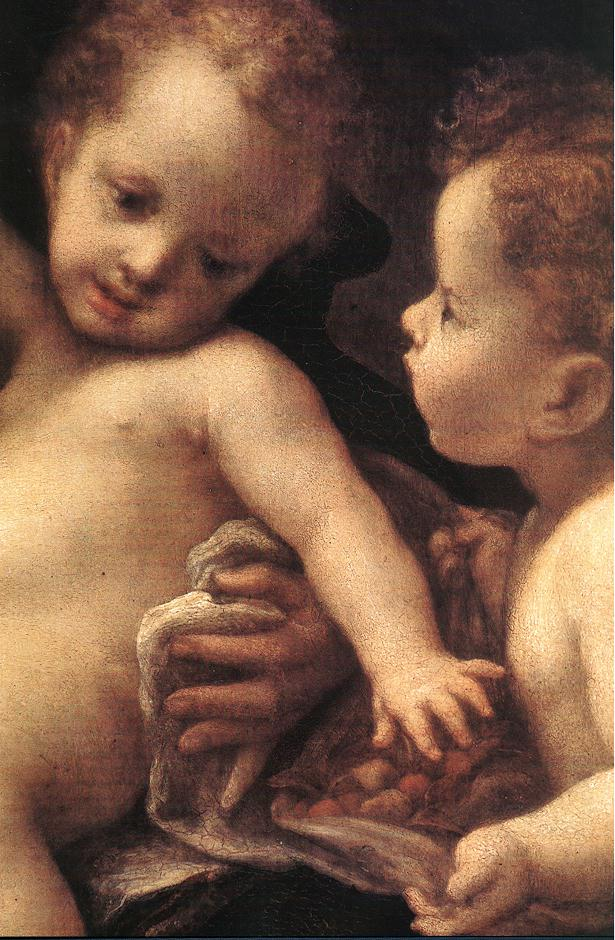
果実に手を伸ばす幼児キリスト